# Ramona Brüderlin
Ramona Brüderlin, née le 2 septembre 1994, est une karatéka suisse.
Elle est médaillée d'or en kumite par équipe aux Championnats d'Europe de karaté 2018 avec Elena Quirici, Noémie Kornfeld et Nina Radjenovic.